# Pygidianops
Pygidianops is een geslacht van straalvinnige vissen uit de familie van de parasitaire meervallen (Trichomycteridae).

## Soorten
- Pygidianops amphioxus de Pinna & Kirovsky, 2011
- Pygidianops cuao Schaefer, Provenzano, de Pinna & Baskin, 2005
- Pygidianops eigenmanni Myers, 1944
- Pygidianops magoi Schaefer, Provenzano, de Pinna & Baskin, 2005